# شعار جوجل

شعار Google الحالي ، قيد الاستخدام منذ 1 سبتمبر 2015

شعار جوجل هو الشعار الذي يظهر في العديد من الإعدادات للتعرف على شركة محرك البحث (جوجل). استخدمت جوجل العديد من الشعارات على مدار تاريخها.

## تاريخ شعار جوجل

شعار شركة جوجل السابق، تم إطلاقه في 6 مايو 2010، واستمر حتى 1 سبتمبر 2015

شعار قديم لشركة جوجل

شكل موقع جوجل في عام 1998

في عام 1998 قام سيرجي برين بعمل تصميم بسيط لحروف كلمة جوجل بواسطة برنامج مجانى اسمه GIMP بعد أن تعلم كيفية أستخدامه، أجرت بعدها الشركة العديد من التغييرات على شعارها الرئيسي،  في شهر سبتمبر 2014 ليصبح الشعار مسطحا وقبلها في عام 2010 عدلت الشعار بحيث أصبح أكثر سطوعاً، و أصبح هناك ظلا خفيفا أسفله، وكان الشعار قد حصل على تغييرا كبيرا في عام 1999 حيث تم استخدام خط Catull، وفي 1 سبتمبر 2015 كشفت جوجل عن شعارا جديدا للشركة بخط جديد كما قامت بتغيير شكل حرف G المعبر عن الشركة من اللون الأزرق إلى ألوان الشعار، وقالت أنها تعتقد أن الشعار الجديد هو انعكاس كبير لكل ما تقدمه جوجل للمستخدم من خدمات مثل البحث والخرائط وبريد جوجل وكروم. 2

## خربشة جوجل
خربشة جوجل هي نسخة فنية من شعار جوجل، وتوضع في صفحة جوجل للاحتفال بحدث أو بشخصية ما.

## احتفال جوجل بالذكرى الثلاثين للعبة باك مان

صفحة جوجل في 22 مايو 2010

في يوم الجمعة 21 مايو عام 2010، استبدل جوجل صورة الشعار في الصفحة الرئيسية بلعبة مصغرة من باك مان حيث تظهر أحرف GOOGLE كجدران داخل اللعبة، وذلك احتفالا بمرور 30 سنة على ابتكار اللعبة على يد الياباني تورو إيواتاني من شركة نامكو (حاليا نامكو-بانداي).